# Plattspitzen
Les Plattspitzen sont une montagne dans le massif alpin du Wetterstein, en Allemagne et en Autriche. Elle possède trois sommets : le sommet oriental, aussi appelé Gatterlspitz, d'une altitude de 2 680 m, le sommet central d'une altitude de 2 674 m et le sommet occidental d'une altitude de 2 676 m. Ils furent aussi appelé les Wetterschrofen,.

## Géographie
La montagne se situe à près de 3 km au sud de la Zugspitze et constitue l'angle au sud du massif de la Zugspitze. À 1 km à l'ouest se trouvent les Wetterspitzen, d'une altitude de 2 746 m. Au sud, vers le Gaistal, la montagne présente une paroi très raide et accidentée d'environ 700 mètres de hauteur. Au sud, vers le Gaistal, la montagne présente une paroi très raide et accidentée d'environ 700 m de hauteur.

## Histoire
La première ascension recensée est réussie par Hermann von Barth en 1871, qui atteint seul les trois sommets depuis le plateau de la Zugspitze.

## Ascension
Les Plattspitzen peuvent être atteintes depuis la Knorrhütte (2 052 m) au nord-est après avoir traversé le plateau par la crête nord-ouest, parfois avec une difficulté modérée (par endroits jusqu'au niveau de difficulté 3). La durée d'ascension jusqu'au sommet est d'environ cinq heures.